# لا إريرا
بلدية لا إريرا (بالإسبانية: La Herrera) هي بلدية تقع في مقاطعة البسيط التابعة لمنطقة كاستيا لا مانتشا وسط إسبانيا.

## الديموغرافيا
بلغ عدد سكان بلدية لا إريرا 356 نسمة عام 2011 (وفقاً للمعهد الوطني الإسباني للإحصاء).
| 422 | 402 | 390 | 356 | 358 | 350 | 356 |